# کرمپاخی
کرمپاخی (به آلمانی: Krompach) یک شهرک با جمعیت ۸٬۸۷۰ نفر که در Spišská Nová Ves District، اسلواکی واقع شده‌است.